# تیم ملی فوتبال زیر ۱۷ سال مراکش
تیم ملی فوتبال زیر ۱۷ سال مراکش (انگلیسی: Morocco national under-17 football team) یک تیم فوتبال است که توسط فدراسیون فوتبال سلطنتی مراکش کنترل می شود.